# رولف هریس
رولف هریس (انگلیسی: Rolf Harris؛ زادهٔ ۳۰ مارس ۱۹۳۰ – درگذشتهٔ ١٠ مه ٢٠٢٣) مجری تلویزیون، نقاش، خواننده، آهنگساز، بازیگر، ترانه‌سرا، هنرمند و کارگردان فیلم اهل استرالیا بود. وی بین سال‌های ۱۹۵۳ تا ۲۰۱۳ میلادی فعالیت می‌کرد.
او در سال ۲۰۱۴ به تعرض جنسی به ۴ دختربچه زیر سن قانونی، در دهه‌های ۱۹۷۰ و ۱۹۸۰ میلادی متهم شد و این موضوع سبب خاتمه یافتن فعالیت‌های حرفه‌ای‌اش شد. رولف هریس در ژوئیه ۲۰۱۴ در سن ۸۴ سالگی به ۵ سال و ۹ ماه زندان محکوم شد. وی پس از گذراندن ۳ سال زندان، در سال ۲۰۱۷ به‌طور مشروط آزاد شد. پس از محکومیت‌اش، تمامی افتخارات و جوایزی که به او اعطا شده بود، پس گرفته شد؛ از جمله نشان استرالیا و نشان امپراتوری بریتانیا.
از فیلم‌هایی که وی در آن‌ها نقش داشته است، می‌توان به شما آدم‌های خوش‌شانس! اشاره نمود.